# Solosympodiella rigididentata
Solosympodiella rigididentata är en svampart som beskrevs av Matsush. 1975. Solosympodiella rigididentata ingår i släktet Solosympodiella, divisionen sporsäcksvampar och riket svampar.   Inga underarter finns listade i Catalogue of Life.